# وست لیک (فلوریدا)
وست لیک (به انگلیسی: Westlake) یک منطقهٔ مسکونی در ایالات متحده آمریکا است که در فلوریدا واقع شده‌است. وست لیک ۶٬۰۰۰٬۰۰۰ نفر جمعیت دارد.